# Ysigim
Ysigim war eine von 1991 bis 1997 aktive Funeral-Doom-Band.

## Geschichte
Das polnische Projekt Ysigim wurde 1991 in Warschau von dem Schlagzeuger Marcina Kowalskiego mit dem Sänger und Gitarristen Marcin Rusinowski gegründet. Das Duo war bis zum Jahr 1997 aktiv und trat unter anderem im März 1995 beim Jak’em Troll Festival in Ostrołęka auf, wo einige Live-Aufnahmen entstanden. Neben dem daraus resultierendem Live-Album, das mit der Unterstützung von Wojtek Kuśmierski und Adam Hertel aufgenommen wurde, spielte das Duo eine Reihe Demoaufnahmen und das 1994 über Wicca Sound Production veröffentlichte Studioalbum Ain Soph Or ein. Das Album wurde im August 1993 im Mortem Studio in Warschau aufgenommen und von Robert Brylewski im Studio Złota Skała im Dezember 1993 gemastert. Zum Ende der aktiven Laufbahn der Gruppe veröffentlichte Wild Rags Records die Kompilation Whispers. Anschließend galten Ysigim als aufgelöst. Vereinzelt wurden Bestrebungen die Gruppe zu reaktivernen publik. Im Jahr 2012 gab die Band die Kompilation im Selbstverlag über Bandcamp heraus. Neue Veröffentlichungen blieben allerdings weiterhin aus.
Die internationale Resonanz auf die Veröffentlichungen von Ysigim blieben gering. Die Gruppe gilt als ein „Geheimtip“ im Funeral Doom und als frühe Inkarnation des Genres die aufgrund der Popularität der zeitnah aktiven Thergothon und Skepticism kaum Beachtung erfuhr. Derweil wurde die Musik als „ungewöhnlich und einzigartig“ sowie als „unbekannt aber originell“ gelobt.

## Stil
Ysigims Stil entspricht laut Doom-Metal.com einer Mischung aus „Funeral Doom, Sludge und einer Spur von Black- beziehungsweise Death-Doom.“ Die auf „Atmosphäre fokussierte Musik“ erfordere „volle Aufmerksamkeit“, derweil die Musik zwischen Stücken des Dark Ambient und Metal wechsele, sei der Klang auf eine psychedelische Atmosphäre hin ausgerichtet. Atmosphäre und Klang seien „äußerst schamanisch, dunkel, laut und knochenberstend heavy.“ Das Growling des Sängers Marcin Rusinowski ähnele jenem von Niclas Frohagen von Gruppen wie Ningizzia und Forest of Shadows. Als weitere Vergleichsgrößen wird auf Skepticism und Enoch verwiesen.

## Diskografie
- 1993: Ensoph (Demo, Selbstverlag)
- 1994: Buried Alive (Demo, Selbstverlag)
- 1994: Ain Soph Or (Album, Wicca Sound Production)
- 1995: Live Jak’em Troll (Livealbum, Selbstverlag)
- 1995: Weird Whispers (Demo, Selbstverlag)
- 1996: Whispers (Kompilation, Wild Rags Records)